# Zaragoza (Veracruz)
Zaragoza è una municipalità dello stato di Veracruz, nel Messico centrale, il cui capoluogo è la località omonima.
Conta abitanti 10.720 (2010) e ha una estensione di 21,70 km². 	 		
Il nome della località ricorda la città spagnola di Saragozza.